# Fedde Weidema
Fedde Weidema (Leeuwarden, 31 maart 1915 – Noordwelle, 25 februari 2000) was een Nederlandse kunstschilder, grafisch ontwerper en illustrator. 
Weidema was een zoon van een drukker. Tot een aantal jaren voor zijn overlijden was hij woonachtig en werkzaam in Utrecht. Weidema heeft in het culturele leven van de stad Utrecht een niet onbelangrijke rol gespeeld. Hij woonde van 1989 tot zijn overlijden met zijn vrouw in Noordwelle (Schouwen-Duiveland).

## Illustratie gedicht Jan Campert en De Bezige Bij
Tijdens, en vooral kort na de Tweede Wereldoorlog, verwierf Weidema’s illustratie bij Jan Camperts gedicht De achttien dooden grote bekendheid. Hij tekende onder het pseudoniem Coen van Hart een compositie van een dode te midden van de symbolen van Holland. Een vlinder, bloemen, de zon en het silhouet van een stad; daarbij de ruïnes van de oorlog en het prikkeldraad van de onderdrukking. Initiatiefnemer tot deze clandestiene uitgave uit 1943 was de toenmalige student Geert Lubberhuizen. De actie was de eerste daad van de door Lubberhuizen en Charles Blommestein opgerichte uitgeverij De Bezige Bij. Het vignet van de uitgeverij, twee door elkaar gedrukte B's met een bijtje, is evenals het eerste affiche van de De Bezige Bij, uit 1945, door Weidema ontworpen.

## Overig werk
Als schilder behoorde Weidema samen met kunstenaars als Joop Moesman, Theo van Baaren (dichter), Hendrik Poesiat, Pieter Ouborg, Rik Lina, Hendrik Beekman en Willem den Broeder tot de Nederlandse vertegenwoordigers van het surrealisme. Hij heeft als vormgever van affiches een internationale naam verworven. In de jaren na de oorlog maakte Weidema vooral affiches voor de Nederlandse Spoorwegen. Via zijn relatie met De Bezige Bij ontwierp hij in de jaren vijftig meerdere malen affiches voor de Boekenweek. Later werd de Utrechtse Jaarbeurs een belangrijke opdrachtgever. In de affiches voor de Jaarbeurs koos hij voor gestileerde, dikwijls robuuste, geometrische vormen en cirkels en duidelijke, in destijds gangbare, schreefloze lettertypes gezette tekstregels.
Weidema werkte samen in de monumentale sector (wandschilderingen) met de architecten H. Th. Wijdeveld, Sybold van Ravesteijn, Gerrit Rietveld en Sjoerd Wouda.